# Stazione meteorologica di Palata
La stazione meteorologica di Palata è la stazione meteorologica di riferimento per la località di Palata.

## Coordinate geografiche
La stazione meteo si trova nell'Italia meridionale, in Molise, in provincia di Campobasso, nel comune di Palata, ad un'altezza di 521 metri s.l.m. e alle coordinate geografiche 41°53′N 14°47′E.

## Dati climatologici
In base alla media trentennale di riferimento 1961-1990, la temperatura media del mese più freddo, gennaio, si attesta a +5,4 °C; quella del mese più caldo, agosto, è di +23,2 °C  .
| Palata             | Mesi | Mesi | Mesi | Mesi | Mesi | Mesi | Mesi | Mesi | Mesi | Mesi | Mesi | Mesi | Stagioni | Stagioni | Stagioni | Stagioni | Anno |
| Palata             | Gen  | Feb  | Mar  | Apr  | Mag  | Giu  | Lug  | Ago  | Set  | Ott  | Nov  | Dic  | Inv      | Pri      | Est      | Aut      | Anno |
| ------------------ | ---- | ---- | ---- | ---- | ---- | ---- | ---- | ---- | ---- | ---- | ---- | ---- | -------- | -------- | -------- | -------- | ---- |
| T. max. media (°C) | 8,1  | 9,3  | 12,3 | 16,1 | 20,4 | 25,1 | 28,1 | 28,5 | 24,6 | 18,6 | 13,1 | 9,9  | 9,1      | 16,3     | 27,2     | 18,8     | 17,8 |
| T. min. media (°C) | 2,8  | 3,0  | 5,0  | 8,0  | 11,3 | 15,3 | 17,5 | 17,9 | 15,6 | 11,5 | 7,5  | 4,6  | 3,5      | 8,1      | 16,9     | 11,5     | 10,0 |